# Útoky v Amsterdamu (listopad 2024)
Dne 7. listopadu 2024 došlo po fotbalovém zápase Evropské ligy UEFA v nizozemském Amsterdamu mezi izraelským klubem Maccabi Tel Aviv a nizozemským klubem Ajax Amsterdam k útokům fanoušků Maccabi Tel Aviv na obyvatele Amsterdamu a naopak k útokům na tyto fanoušky. Někteří fanoušci izraelského klubu byli před útoky natočeni, jak strhávají palestinské vlajky a hlásají protiarabská hesla.
K útokům došlo na různých místech ve městě, přičemž fanoušci izraelského klubu byli nejčastěji „přepadeni a napadeni“. Nizozemská policie uvedla, že pachatelé „aktivně vyhledávali fanoušky izraelského klubu s cílem zaútočit na ně“, a potvrdila zadržení 62 osob. Pět osob bylo hospitalizováno a dalších 20 až 30 lidí utrpělo lehká zranění.
Některá média tento útok označila za pogrom. V druhé polovině listopadu, v průběhu vyšetřování, starostka Amsterdamu Femke Halsemaová (GL) uvedla, že se slovo pogrom používáné k označení útokům stalo politickou zbraní a propagandou. Dodala, že i nizozemská vláda slovo používala hlavně k diskriminaci amsterodamských muslimů a místních obyvatel marockého původu. Sama vyjádřila lítost, že v době útoků tento pojem použila.

## Pozadí
V souvislosti s válkou Izraele s Hamásem došlo v Nizozemsku k nárůstu antisemitismu. Několik měsíců před útoky Agentura Evropské unie pro základní práva informovala o nárůstu antisemitských útoků po celé Evropě, což částečně přičítala válce. Vedle toho od počátku války se v Nizozemsku konala řada masových propalestinských demonstrací kritizujících postup Izraele v Pásmu Gazy, prohlubování humanitární krize a vysoký počet civilních obětí z řad dětí a žen. Již v říjnu 2023 se v Amsterdamu konala demonstrace, které se účastnilo 15 000 osob. V lednu 2024 bylo na náměstí Dam vyskládáno deset tisíc párů bot symbolizujících deset tisíc dětských obětí války. Protesty se konaly také v Haagu před budovou Mezinárodního trestního soudu, kde protestující požadovali obvinění izraelského premiéra Benjamina Netanjahua. V době uvodního slyšení k případu konání genocidy v Pásmu Gazy se před Mezinárodním soudním dvorem v Haagu sešly skupiny podporující jak Izrael, tak Palestinu. V květnu 2024 se někteří studenti Amsterdamské univerzity připojili ke studentským propalestinským stávkám.
Jednalo se o zápas Evropské ligy UEFA konaný na aréně Johana Cruijffa. Zápas skončil 5:0 pro Ajax Amsterdam a obešel se bez potyček mezi fanoušky.
Různé propalestinské organizace volaly po tom, aby UEFA zakázala izraelským týmům hrát evropskou ligu, jako tomu bylo u týmů Ruska. Již 2. listopadu 2024 byl na hlavním nádraží v Amsterdamu ultras týmu Ajaxu zbit propalestinský demonstrant, který kritizoval příjezd týmu Maccabi Tel Aviv. Incident vyvolal vlnu rozhořčení a odsouzení v nizozemských propalestinských skupinách na sociálních sítích.  Někteří fanoušci Ajaxu Amsterdam se hlásí k židovským kořenům týmu a v některých ligových zápasech musí čelit antisemitským projevům ultras jiných týmů. Incident se zbitím propalestinského demonstranta vedl vedení města k přijetí výraznějších bezpečnostních opatření.
Před zápasem zakázala starostka Amsterdamu Femke Halsemaová propalestinské protesty v blízkosti stadionu kvůli obavám z možných násilností. Mimo jiné požádala národního koordinátora pro bezpečnost a boj proti terorismu o dodatečné vyhodnocení hrozeb a upozornila na zvýšené napětí v důsledku probíhající války Izraele s Hamásem. Izraelský klub doprovázeli agenti Mosadu, aby „zajistili maximální ochranu“, a amsterdamská policie zvýšila před zápasem svou přítomnost v centru města. Mosad před zápasem rovněž varoval před možným ohrožením Izraelců a Židů v Nizozemsku a zaslal varování bezpečnostním složkám. Starostka později uvedla, že samotný zápas nebyl původně považován za vysoce rizikový, jelikož Ajax je tradičně spojován s judaismem. Navzdory zvýšeným bezpečnostním opatřením se propalestinští demonstranti pokusili v den zápasu dostat k aréně.
Místní úřady se obávaly možných konfliktů. Před zápasem kolovaly na sociálních sítích videa, na kterých skupiny fanoušků izraelského klubu hlásají protiarabské hesla (včetně „Smrt Arabům!“ a „Ať vyhraje IOS, zničíme Araby!“), chválí operace Izraelských obranných sil v Pásmu Gazy a strhávají palestinské vlajky. Mimo jiné došlo ke konfliktu mezi fanoušky a arabskými taxikáři, kteří nahnali fanoušky do kasina. Fanoušci také ohrožovali kolemjdoucí a přerušovali minutu ticha za oběti záplav ve Španělsku v roce 2024. Izraelská vláda kritizovala Španělsko za to, že premiér Sánchez a jeho vláda volali po zbrojním embargu vůči Izraeli, uznali Palestinu za stát a podpořili případy obvinění Izraele u Mezinárodního trestního soudu a Mezinárodního soudního dvoru.
Podle zprávy izraelsko-americké neziskové organizace New Israel Fund z roku 2003 se fanoušci Maccabi Tel Aviv umístili na druhé příčce mezi nejvíce rasistickými fotbalovými fanoušky v Izraeli. Více rasističtí měli být jen fanoušci týmu Bejtar Jeruzalém. V roce 2023 izraelská iniciativa Vykopněme rasismus a násilí z izraelského fotbalu (KIO) znovu zařadila fanoušky Maccabi Tel Aviv na druhé místo nejvíce rasistických fanoušků. Iniciativa napočítala v sezóně 2022/2023 celkem 65 rasistických incidentů. Většina byla namířena proti Arabům, ale také proti hráčům tmavé pleti. Iniciativa dále uvedla, že problém je systémový, jelikož izraelské složky nevymáhají dodržování vlastních antirasistických zákonů. Týmoví ultras byli opakovaně obviňováni z rasismu. V roce 2014 byl například terčem jejich skandování rasistických urážek fotbalista Mahran Radi, který v té době za tým hrál. Ultras skandovali: „Nechceme v týmu Araby!“ a „Radi je mrtvej“. Nicméně na předchozích čtyřech venkovních zápasech Maccabi Tel Aviv odehraných v rámci Evropské ligy UEFA 2024 (v Rumunsku, Litvě, Srbsku a Portugalsku) nebyly hlášeny žádné konfliktní incidenty. Domácí mezinárodní zápasy hrál tým během války v Maďarsku a Srbsku.

## Útoky
Ve středu 6. listopadu na internetu kolovala videa, jak fanoušci Maccabi Tel Aviv ničí jeden vůz taxi služby. To vyprovokovalo ostatní řidiče. Ti poté pronásledovali fanoušky do blízkého kasina a jednoho z nich napadli. Během středy večer a čtvrtka se následně ve skupinách na Snapchatu, Telegramu a na jiných sociálních sítích, objevovaly výzvy k útokům na fanoušky izraelského klubu. Někteří členové skupin se snažili krotit pobouření ostatních a upozorňovali, že případné útoky poškodí celou muslimskou komunitu.
Podle amsterdamského radního a bývalého člena strany BIJ1 Jazieho Veldhuyzena došlo k útokům poté, co izraelští fanoušci „začali strhávat palestinské vlajky z domů“. Nejnapjatější situace byla na náměstí Dam, kde řada lidí hlásala propalestinská hesla a vystavovala propalestinské symboly. Policie těmto osobám nařídila, aby náměstí opustily.
K násilnostem z večera a noci ze 7. listopadu došlo na mnoha místech ve městě. Nizozemská policie uvedla, že fanoušci byli nejčastěji „přepadeni a napadeni“. Podle deníku The Jerusalem Post byli fanoušci biti a pronásledováni s noži. Podle očitých svědků došlo k pokusům o pobodání a házení osob do řeky. Deník Ma'ariv informoval, že došlo k nejméně jednomu pokusu o únos a že mnoho osob se zabarikádovalo v budovách. Pět osob bylo hospitalizováno a dalších 20 až 30 lidí utrpělo lehká zranění. Od půl čtvrté ráno již k útokům nedocházelo. Starostka města řekla, že útoky byly rychle zorganizovány na Telegramu.
Nizozemská policie uvedla, že bylo zatčeno 62 osob. Čtyři osoby byly prošetřovány ze spáchání násilného činu (včetně dvou nezletilých). Čtyřicet osob bylo propuštěno s pokutou za spáchání přestupku proti veřejnému pořádku a dalších deset s pokutou za poškození majetku. Ostatní byli propuštěni bez obvinění. Po dalších pachatelích policie dále pátrala. Ze čtyř prošetřovaných ze spáchání násilného činu mělo jít ve třech případech o napadení policistů. Mezi 62 zatčenými osobami bylo podle policie započítáno deset izraelských fanoušků zatčených před zápasem. V dnech následujících po útocích bylo zatčeno dalších pět Nizozemců podezřelých z násilností.

## Dozvuky
Po návratu izraelských fanoušků do Izraele bylo na sociálních sítích zveřejněno video, na kterém skandovali stejné protiarabské slogany jako v Amsterdamu, včetně: „Proč nejsou v Gaze děti ve škole? Žádné děti tam už totiž nejsou.“
V neděli 10. listopadu zatkla nizozemská policie 50 osob, které se i přes zákaz účastnily demonstrace v centru Amsterdamu. Protestující byli nakládáni do policejních autobusů a rozváženi na předměstí. Demonstrace se účastnily stovky lidí.
V pondělí 11. listopadu ve čtvrti Nový západní Amsterdam stovky mladíků vyvolaly nepokoje. Napadali kolemjdoucí a ničili zaparkovaná auta. Skupina mladíků na skútrech také odpalovala pyrotechniku. Od petardy chytil předmět v jedné tramvaji stojící ve stanici. Na místě došlo k zásahu policie a zatčení řady podezřelých osob. Podle svědků někteří mladíci provolávali antisemitská hesla.
Nizozemská policie zadržela dne 13. listopadu celkem 281 lidí, kteří v centru Amsterdamu protestovali navzdory zákazu demonstrací. Nizozemské úřady následně uvedly, že vyšetřují zprávy o policejním násilí vůči propalestinským demonstrantům.
V důsledku útoků se nizozemská vláda rozhodla přehodnotit vládní strategii pro boj s antisemitismem. Vláda vyčlenila na naplnění cílů aktualizované strategie 4,5 milionu Eur. Z toho čtvrtina byla určena na posílení bezpečnosti u židovských institucí.
Podle portálu Politico útoky otřásly pravicovou vládní koalicí. Ta vznikla v červenci 2024 po sedmi měsících vyjednávání. Koalici tvořily strany Lidová strana pro svobodu a demokracii (VVD), Nová společenská smlouva (NSC), Hnutí zemědělců a občanů (BBB) a krajně pravicová Strana pro svobodu (PVV). Šéf Strany pro svobodu Geert Wilders po útocích brojil proti migrantům a islámu, což je tradiční téma jeho strany. Silně kritizoval i vládní kolegy, kteří podle něj neprojevili dostatečně silnou reakci, a to včetně premiéra Dicka Schoofa.
Dne 15. listopadu rezignovala členka vlády, státní tajemnice (náměstkyně) na Ministerstvu financí, Nora Achahbar (NSC). Jako důvod uvedla rasistické projevy některých členů vlády vůči Arabům a muslimům. Achanbar se narodila v Maroku, přičemž například Geert Wilders (PVV) opakovaně v médiích označoval mladé Nizozemce s kořeny v Maroku za hlavní strůjce útoků. To ovšem nebylo potvrzeno. Ihned po ní další ministři a státní tajemníci za NSC začali zvažovat rezignaci. Jmenovitě například ministryně vnitra Judith Uitermark (NSC). Ve druhé polovině listopadu rezignovaly dvě poslankyně ze strany NSC Rosanne Hertzberger a Femke Zeedijk. Za důvod uvedly rasistické výroky členů vlády.
Dne 12. listopadu starostka Amsterdamu Femke Halsemaová (GL) čelila hlasování o vyslovení nedůvěry, které vyvolala krajně pravicová strana Ja21. Žádná jiná strana v městském zastupitelstvu odvolání starostky nepodpořila. Naopak všechny strany odsouhlasily žádost o posílení počtu policistů ve městě.
Rada města Amsterdamu v polovině listopadu přijala usnesení, kterým si uložila „bezodkladně reflektovat reálnou a bezprostřední hrozbu genocidy v Pásmu Gazy“. Dále se rada zavázala, že město bude podporovat humanitární organizace a bude tlačit na nizozemskou vládu, aby dodržovala mezinárodní právo a učinila kroky bránící Izraeli spáchat v Gaze genocidu. Krok byl v deníku The Guardian vysvětlován jako uklidńující signál pro občany vyjadřující své názory na propalestinských demonstracích. Usnesení podpořilo 35 z 45 členů městské rady.
Koncem listopadu se v Amsterdamu konala proizraelská demonstrace. Účastnily se jí odhadem dva tisíce lidí, kteří vyjádřili podporu židovské komunitě a Izraeli. Starostka Amsterdamu Femke Halsemaová (GL) předem prohlásila, že konání demonstrace z bezpečnostních důvodů nedoporučuje.
Zástupci města Amsterdamu koncem listopadu z bezpečnostních důvodů zakázali účast italských fanoušků na prosincovém zápase Evropské ligy mezi domácím Ajaxem Amsterdam a Laziem Řím. Ve svém prohlášení město napsalo: „Fanoušci Lazia nejsou v Amsterdamu vítáni. Riziko pravicových extremistů, rasistických a antisemitských projevů je příliš velké.“ Lazio bylo v minulosti opakovaně potrestáno za rasistické nebo antisemitské projevy fanoušků. Kolem pěti set fanoušků Lazia prohlásilo, že dá město Amsterdam k soudu a bude požadovat odškodnění za už zakoupené lístky, letenky a ubytování.
V prosinci 2024 amsterodamský soud shledal pětici mužů vinnými z řady trestných činů, například z ublížení na zdraví, napadení policisty a podněcování k násilí na diskusních fórech na internetu. Soud uložil různé tresty ve výši šesti měsíců, deseti týdnů a jednoho měsíce vězení a také 100 hodin veřejně prospěšných prací.

## Reakce

### Nizozemsko
Předseda vlády Dick Schoof prohlásil, že je „zděšen antisemitskými útoky na izraelské občany“. Situaci označil za „naprosto nepřijatelnou“ a dodal, že je „v úzkém kontaktu se všemi zúčastněnými stranami a právě telefonicky hovořil s Netanjahuem, aby zdůraznil, že pachatelé budou brzy identifikováni a stíháni“. Ministr spravedlnosti David van Weel prohlásil, že pachatelé budou identifikováni a pohnáni k odpovědnosti, a dodal: „Měli bychom se stydět.“
Král Vilém-Alexandr vyjádřil nad útoky „hluboké zděšení a šok“ a dodal: „Během druhé světové války jsme zklamali židovskou komunitu v Nizozemsku a včera večer jsme ji zklamali znovu.“
Několik stran ve Sněmovně reprezentantů volalo po tom, aby sněmovně vysvětlili situaci osobně premiér Schoof a ministr spravedlnosti David van Weel (VVD), a to neprodleně po návratu premiéra ze zahraničí.
Předseda krajně pravicové vládní Strany pro svobodu (PVV) Geert Wilders napsal: „Vypadá to jako hon na Židy v ulicích Amsterdamu. Zatkněte a deportujte multikulturní spodinu, která napadla fanoušky Maccabi Tel Aviv v našich ulicích,“ a dodal, že je „zahanben, že se toto může stát v zemi, jako Nizozemsko. Naprosto nepřijatelné.“ Předsedkyně vládní Lidové strany pro svobodu a demokracii (VVD) Dilan Yeşilgözová popsala záběry jako „neuvěřitelně zvrácené“ a pachatele označila za „čistou spodinu, čistou židovskou nenávist.“ Strany levicové opozice poté, co probíhající vyšetřování ukázalo, že nešlo o černobílou záležitost, obviňovaly Wilderse, že svými prohlášeními o odebírání občanství a deportaci občanů zapojených do útoků eskaluje napětí ve společnosti.
Ihned po medializaci útoků starostka Amsterdamu Femke Halsemaová (GL) útoky odsoudila a označila pachatele za „antisemitské přepadové skupiny“. Na tiskové konferenci vyjádřila hlubokou hanbu a incident označila za „velmi temný moment pro celé město“. Halsemaová dále uvedla, že incident jí připomněl pogromy proti Židům v Evropě a zdůraznila, že židovská kultura byla útoky ohrožena. Město zakázalo demonstrace na nadcházející víkend a udělilo policii pravomoc k namátkovým prohlídkám. Ve dnech po útocích starostka Halsemaová své výroky upravila v podrobném tiskovém prohlášení, které bylo doplněno o první závěry probíhajícího vyšetřování. Podle starostky se incidenty z „posledních dnů odehrály kvůli toxickému koktejlu antisemitismu, fotbalového chuligánství a hněvu z války v Palestině a Izraeli a v dalších oblastech Blízkého Východu“. Na jednání městské rady starostka uvedla: „Bezpráví v našem městě čelili jak Židé, tak také příslušníci menšin sympatizujících s Palestinou.“ Starostka ovšem dodala, že i přesto, že situace byla komplexnější, než se v noc útoku zdálo, a že se staly i jiné špatné věci, nic to nemění na skutečnosti, že šlo o „lov na Židy“. Ve druhé polovině listopadu Halsemaová uvedla, že lituje dřívějšího použití pojmu „pogrom“. Prohlásila, že vzhledem k proběhlé vyhrocené debatě „se slovo pogrom stalo velmi politickým a vlastně se stalo propagandou. Izraelská vláda hovořila o palestinském pogromu v ulicích Amsterodamu“. Připomenula tak, že Izrael rovněž využil útoků k prosazování vlastní politické agendy. Halsemaová uvedla příklad: „Izrael nás naprosto zaskočil. V 03:00 premiér Netanjahu už poučoval o tom, co se stalo v Amsterodamu, zatímco my jsme teprve shromažďovali fakta“. Dodala, že i nizozemská vláda slovo používala hlavně k diskriminaci amsterodamských muslimů a místních obyvatel marockého původu. Sama by už pojem k označení útoků nepoužila.

### Izrael
Ministr zahraničních věcí Gid'on Sa'ar (Nová naděje) označil útoky za „barbarské a antisemitské“ a doporučil Izraelcům v Amsterdamu, aby zůstali ve svých hotelech. Dodal, že se jedná o „varovný signál pro Evropu a svět“. Mimo jiné se obrátil na svůj nizozemský protějšek Caspara Veldkampa s žádostí o pomoc při bezpečném převozu izraelských občanů z jejich hotelů na letiště.
V telefonátu s nizozemským premiérem Schoofem izraelský premiér Benjamin Netanjahu (Likud) zdůraznil za „nejvyšší důležitost“ zajištění bezpečnosti všech Izraelců v Nizozemsku. Netanjahu poukázal na závažnost plánovaných antisemitských útoků proti izraelským občanům a požádal o zvýšenou ochranu pro židovskou komunitu v Nizozemsku, jak uvedla kancelář izraelského premiéra. Netanjahu nejprve oznámil plány vyslat „záchranné letouny“, aby přivezly izraelské občany domů, později však jeho kancelář objasnila, že se zaměří na zajištění komerčních letů pro jejich bezpečný návrat. Netanjahu události přirovnal ke Křišťálové noci, přičemž poznamenal, že k útokům došlo krátce před 86. výročí této události.
Izraelský prezident Jicchak Herzog označil události v Amsterdamu za „antisemitský pogrom“ a nazval jej vážným incidentem a varováním pro každou zemi, která si cení své svobody. Vyjádřil důvěru v nizozemské úřady, že dokáží ochránit Izraelce a Židy, kteří jsou pod útokem.
El Al, izraelská národní letecká společnost, oznámila, že na Šabat, den odpočinku v judaismu, uskuteční let z Amsterdamu do Tel Avivu, a to se souhlasem izraelského vrchního rabinátu.

### Palestina
Ministerstvo zahraničí v Palestině vydalo prohlášení, v němž odmítlo všechny formy násilí, avšak zároveň odsoudilo protiarabská hesla a zneuctění palestinské vlajky ze strany příznivců izraelského fotbalového týmu. Ministerstvo vyjádřilo znepokojení nad tím, co popsalo jako „násilné činy“ ze strany fanoušků známých pro své „rasistické sklony“, které se v nizozemském hlavním městě odehrávaly tři dny po sobě.
Ministerstvo také vyzvalo nizozemskou vládu, aby prošetřila osoby odpovědné za nepokoje a zajistila ochranu Palestinců a Arabů, přičemž upozornilo na přítomnost jednotlivců popisovaných jako nelegální osadníci a vojáci, kteří údajně šíří „rasistické myšlenky“ po několika evropských městech. Ministerstvo rovněž varovalo před rostoucím vlivem těchto skupin a jejich činy označilo za „přímý útok na palestinskou identitu a symboly.“

### Ostatní země
- Česko: Předseda vlády Petr Fiala na sociální síti X napsal: „Důrazně odsuzuji antisemitské útoky v Amsterdamu. Přesně tohle mám na mysli, když mluvím o nezvládnuté migraci do Evropy.“[73] Ministr zahraničních věcí Jan Lipavský uvedl, že „útoky hluboce odsuzuje a že násilí, nenávist a antisemitismus nemají v Evropě ani na světě místo“.[73]
- Francie: Ministr vnitra Bruno Retailleau odmítl výzvy k přemístění nadcházejícího zápasu mezi Francií a Izraelem s tím, že by to znamenalo „ustoupit tváří v tvář hrozbám násilí a antisemitismu“. Potvrdil, že zápas se bude konat podle plánu na stadionu Stade de France, přičemž budou zajištěna všechna bezpečnostní opatření k zajištění bezpečí.[74]
- Německo: Velvyslanec v Izraeli Steffen Seibert napsal, že se jako Evropan „stydí, když vidí takové scény v jednom z našich velkých měst“. Dodal, že „pronásledování a bití izraelských fotbalových fanoušků není protiválečný protest. Je to zločinné a nepřípustné a všichni se proti tomu musíme postavit.“[11]
- Spojené státy americké: Prezident Joe Biden napsal: „Antisemitské útoky na izraelské fotbalové fanoušky v Amsterdamu jsou odporné a jsou připomínkou temných okamžiků v dějinách, kdy byli Židé pronásledováni.“[75] Útoky odsoudili také zákonodárci z Demokratické a Republikánské strany.[76]
- Spojené království: Ministr zahraničních věcí David Lammy prohlásil: „Jsem zděšen antisemitskými útoky na izraelské občany. Naprosto odsuzuji tyto odporné násilné činy a stojím na straně izraelského a židovského lidu na celém světě“.[77]

### Muslimské komunity
Americká muslimská organizace pro občanská práva a obhajobu CAIR, vydala prohlášení, ve kterém odsoudila „otevřeně rasistické izraelské fotbalové chuligány“ a uvedla, že „nepravdivé tvrzení, že muslimští a arabští obyvatelé Amsterdamu náhle a náhodně zaútočili na Židy v moderním pogromu“, je nepřijatelné.

### Ostatní
Americký miliardář Bill Ackman prohlásil, že po antisemitských útocích stáhne své hedgefundové společnosti Pershing Square Capital Management a Universal Music Group z burzy Euronext Amsterdam a přemístí je do Spojených států.

## Dezinformace a misinformace
Během útoku a krátce po něm se šířila řada dezinformací a misinformací. Některé z nich publikovala i světová média. Vyloženě lživě bylo použito například video fotografky Annet De Graaf, které ukazuje násilné činy páchané izraelskými fanoušky. Média jako německý Bild, americký The Wall Street Journal nebo BBC ho ale popsaly jako útoky opačné strany. Většina médií se omluvila a video nahradila nebo odstranila. Ještě dva dny po upozornění autorky, že jde ze strany médií o lživý popisek, ho však podobně překrouceně odvysílala třeba Česká televize.
Objevila se také tvrzení, že útoky proti Izraelcům v Amsterdamu byly naplánované už před příjezdem fanoušků telavivského klubu. V reportáži Voxpotu profesor Ramon Spaaij, odborník na fotbalové násilí v Nizozemsku, působící na Amsterdamské univerzitě, uvedl, že podle dostupných informací byly útoky z většiny neplánované. Novinářka Marjolein van de Water rovněž řekla, že nic nenasvědčuje plánování útoků předem.
Zavádějící mělo být i označování útoků za pogrom. Například Voxpotem oslovený Asjer Waterman, který pracuje pro neziskovou organizaci Židovská sociální práce a po útocích pomáhal fanouškům z Tel Avivu, poznamenal, že útoky byly namířené jen proti izraelským hooligans. Výzkumnice Mira Oklobdzija, která pracovala například v týmu úřadu žalobce při Mezinárodním trestním tribunálu pro bývalou Jugoslávii, uvedla, že mluvení o pogromu je „přehánění, absurdita, přilévaní oleje do ohně a strašení nizozemské židovské komunity“. Představitel amsterdamské Pokrokové židovské asociace Jair Stranders uvedl, že slovo pogrom zde bylo použito jako poltiická zbraň. Podle něj politici (zejména ti z krajní pravice) weaponizovali historickou zkušenost židovských pogromů, aby útoky použili „proti muslimům, imigrantům a politické levici“. Britský odborník na antisemitismus Brendan McGeever z Birkbeck Institute for the Study of Antisemitism upozornil, že použití termínu pogrom na amsterdamské útoky bylo „nejen zavádějící, ale také politicky nebezpečné“. Dodal, že užití termínu v tomto kontextu bagatelizuje židovskou zkušenost a historické pogromy.